# XXVI Torneio Internacional Solverde em Hóquei em Patins
A Associação Académica de Espinho, organiza um dos torneio mais antigos de hóquei em patins de pre-época. Torneio Internacional Solverde em Hóquei em Patins Torneio com o principal pratrocinio do Casino Solverde (Espinho)
A Câmara de Espinho presta apoio na divulgação do torneio. 
A 26 edição decoreu entre os dias 04 e 05 de Setembro, com o FC Porto a conquistar o Troféu.

## Meias Finais
| Setembro 04, 2015 | FC Porto                  | 0 - 2 | HC Liceo Coruña | Pavilhão Arq. Jerónimo Reis |
| 21:00             | Gonçalo Alves Jorge Silva | [ 2 ] |                 |                             |

| Setembro 04, 2015 | AA Espinho | 8 - 4 | AD Sanjoanense | Pavilhão Arq. Jerónimo Reis |
| 22:30             |            |       |                |                             |

## 3º e 4º Lugar
| Setembro 05, 2015 | AD Sanjoanense | 4 (0)- 4 (2 g.p.) | HC Liceo Coruña | Pavilhão Arq. Jerónimo Reis |
| 16:00             |                |                   |                 |                             |

## Final
| Setembro 05, 2015 | FC POrtos | 10 - 3 | AA Espinho | Pavilhão Arq. Jerónimo Reis |
| 17:30             |           |        |            |                             |